# Йохансен, Каи
Каи Йохансен (дат. Kai Johansen; 23 июля 1940, Оденсе — 13 мая 2007) или Кай Йохансен (дат. Kaj Johansen) — датский футболист, центральный защитник.

## Карьера
Каи Йохансен начал свою карьеру в клубе «Корслёкке», откуда он перешёл в клуб «1909» из Оденсе, где выступал на позиции нападающего, не преуспев в качестве форварда, Йохансен ушёл из «1909» и перешёл в клуб «Оденсе», где уже играл на месте защитника и даже привлёк внимание тренерского штаба сборной Дании, в которой дебютировал 11 июня 1962 года в матче со сборной Венгрии, всего за сборную Йохансе сыграл 20 матчей.
Игрой за национальную сборную Йохансен привлёк к себе внимание британских клубов и в 1963 году перешёл в шотландский клуб «Гринок Мортон», а уже на следующий сезон перешёл в «Рейнджерс» за 20 000 фунтов, подписав контракт 24 июня. Йохансен — первый не-британец, который выиграл кубок Шотландии, более того, в финале кубка, состоявшегося в 1966 году против извечного соперника «Рейнджерс», «Селтика», именно Йоханес своим ударом с 25-ти метров забил единственный в этой встрече гол. Именно этот гол позволил «Рейнджерс» на следующий год играть в Кубке кубков, в котором шотландский клуб дошёл до финала, в котором, правда, проиграл «Баварии», в том турнире Йоханес забил важнейший мяч в поединке с «Боруссией» из Дортмунда. Несмотря на успехи в Шотландии, в сборной Йоханес играть не мог, ведь по тогдашним правилам, в сборной Дании могли играть лишь любители, а Йоханес, получая зарплату в Шотландии, уже был профессионалом.
После ухода из футбола в 1970, Йоханес, имевший свой магазин одежды в Оденсе, вернулся к своему бизнесу, так же он управлял пабами в Глазго и Коста дель Соль. Затем Йозанес вернулся в мир футбола и стал работать футбольным агентом, помогая игрокам заключать выгодные контракты.
В 2006 году к Йоханеса был обнаружен рак, а 13 мая 2007 года датчанин скоропостижно скончался. «Рейнджерс» почтил память игрока минутой молчания перед игрой с «Килмарноком», состоявшейся в день смерти Йохансена.

## Статистика

### Матчи Йохансена за сборную Дании
| Матчи Йохансена за сборную Дании | Матчи Йохансена за сборную Дании | Матчи Йохансена за сборную Дании | Матчи Йохансена за сборную Дании | Матчи Йохансена за сборную Дании | Матчи Йохансена за сборную Дании    |
| -------------------------------- | -------------------------------- | -------------------------------- | -------------------------------- | -------------------------------- | ----------------------------------- |
| №                                | Дата                             | Соперник                         | Счёт                             | Голы Йохансена                   | Соревнование                        |
| 1                                | 11 июня 1962                     | Норвегия                         | 6:1                              | —                                | Чемпионат Северной Европы 1960—1963 |
| 2                                | 28 июня 1962                     | Мальта                           | 6:1                              | —                                | Чемпионат Европы 1964 (отбор)       |
| 3                                | 11 сентября 1962                 | Нидерландские Антильские острова | 3:1                              | —                                | Товарищеский матч                   |
| 4                                | 16 сентября 1962                 | Финляндия                        | 6:1                              | —                                | Чемпионат Северной Европы 1960—1963 |
| 5                                | 26 сентября 1962                 | Нидерланды                       | 4:1                              | —                                | Товарищеский матч                   |
| 6                                | 28 октября 1962                  | Швеция                           | 2:4                              | —                                | Чемпионат Северной Европы 1960—1963 |
| 7                                | 8 декабря 1962                   | Мальта                           | 3:1                              | —                                | Чемпионат Европы 1964 (отбор)       |
| 8                                | 12 декабря 1962                  | Турция                           | 1:1                              | —                                | Товарищеский матч                   |
| 9                                | 19 мая 1963                      | Венгрия                          | 0:6                              | —                                | Товарищеский матч                   |
| 10                               | 3 июня 1963                      | Финляндия                        | 1:1                              | —                                | Чемпионат Северной Европы 1960—1963 |
| 11                               | 23 июня 1963                     | Румыния                          | 2:3                              | —                                | Олимпийские игры 1964 (отбор)       |
| 12                               | 29 июня 1963                     | Албания                          | 4:0                              | —                                | Чемпионат Европы 1964 (отбор)       |
| 13                               | 15 сентября 1963                 | Норвегия                         | 4:0                              | —                                | Чемпионат Северной Европы 1960—1963 |
| 14                               | 6 октября 1963                   | Швеция                           | 2:2                              | —                                | Чемпионат Северной Европы 1960—1963 |
| 15                               | 30 октября 1963                  | Албания                          | 0:1                              | —                                | Чемпионат Европы 1964 (отбор)       |
| 16                               | 3 ноября 1963                    | Румыния                          | 3:2                              | —                                | Олимпийские игры 1964 (отбор)       |
| 17                               | 28 ноября 1963                   | Румыния                          | 1:2                              | —                                | Олимпийские игры 1964 (отбор)       |
| 18                               | 4 декабря 1963                   | Люксембург                       | 3:3                              | —                                | Чемпионат Европы 1964 (отбор)       |
| 19                               | 10 декабря 1963                  | Люксембург                       | 2:2                              | —                                | Чемпионат Европы 1964 (отбор)       |
| 20                               | 18 декабря 1963                  | Люксембург                       | 1:0                              | —                                | Чемпионат Европы 1964 (отбор)       |

Итого: 20 матчей / 0 голов; 10 побед, 5 ничьих, 5 поражений.